# 장강도
장강도(长江图, Crosscurrent)는 중국에서 제작된 차오 양 감독의 2016년 멜로/로맨스, 드라마 영화이다. 친하오 등이 주연으로 출연하였다.

## 출연

### 주연
- 친하오
- 신즈레이
- 우리펑
- 왕홍웨이
- 장화린

## 제작진
- 음향: 타오 팽